# Eleutherodactylus nortoni
Eleutherodactylus nortoni är en groddjursart som beskrevs av Schwartz 1976. Eleutherodactylus nortoni ingår i släktet Eleutherodactylus och familjen Eleutherodactylidae. IUCN kategoriserar arten globalt som akut hotad. Inga underarter finns listade i Catalogue of Life.